# 菱叶乌头
菱叶乌头（学名：Aconitum rhombifolium），为毛茛科乌头属下的一个种。

## 扩展阅读
維基物種上的相關：菱叶乌头